# Su Gibi
Su Gibi (türkisch: „Wie Wasser“) ist ein deutscher Kurzfilm von Can Tanyol aus dem Jahr 2020. Der Film entstand an der Filmuniversität Babelsberg Konrad Wolf.

## Handlung
Die junge muslimische Eylül ist Halbwaise und seit Jahren allein verantwortlich für ihren Vater, der an Altersarmut leidet. Als BIPOC erlebt sie einerseits täglich Alltagsrassismus in der Gesellschaft, andererseits ist sie gefangen in der Co-Abhängigkeit zu ihrem Vater. Sie möchte sich endlich von beidem lösen und in einer anderen Stadt neu anfangen. Doch ein letzter Hilferuf ihres Vaters stellt alles infrage: Darf sie ihn zurücklassen – oder verrät sie damit nicht nur ihn, sondern auch sich selbst?

## Produktion
Produziert wurde der Film 2020 an der Filmuniversität Babelsberg Konrad Wolf. Regie und Drehbuch stammen von Can Tanyol, die Kamera führte Franz Zimmermann, geschnitten wurde von Louis Huwald, die Musik komponierte Bertolt Pohl, Ton verantworteten Giacomo Goldbecker und Kevin Jahnel, das Szenenbild stammt von Carl Seifert.

## Veröffentlichung
Die Premiere von Su Gibi fand im Rahmen des Student Etudes Panorama beim Camerimage-Festival 2020 in Toruń, Polen, statt.